# 山中純子
山中純子（日语：／ Yamanaka Junko），日本女性動畫師、人物設計師。出身於兵庫縣。自由身。

## 來歷、人物
山中純子高中畢業後，進入動畫相關的專門學校學習，之後加入夢太公司。後來離開了公司，成為自由工作者。
從約2000年開始，她開始與動畫師須藤昌朋一起擔任人物設定。

## 參加作品

### 電視動畫
1995年
- 守護天使莉莉佳（—1996年，動畫）

1996年
- 忍者亂太郎（動畫）
- 名偵探柯南（1996年—，原畫、作畫監督補、作畫監督、OP&ED作畫監督、設計工作、人物設定〈第3代〉[注 1]）
- 靈異教師神眉 (1996年版)（—1997年，原畫）
- 浪客劍心 (1996年版)（—1998年，原畫）

1997年
- 少女革命歐蒂娜（動畫）

1998年
- 婆娑羅（原畫、動畫檢查）

2000年
- 哈姆太郎（—2008年，人物設定[注 1]、作畫監督、原畫、OP&ED原畫）

2004年
- 愛你寶貝★★（人物設定[注 1]、OP&ED作畫監督）
- 抓鬼天狗幫（—2005年，原畫、OP原畫）

2005年
- 天使心（—2006年，作畫監督、設計工作）

2006年
- 格鬥美神 武龍 REBIRTH（日语：格闘美神 武龍）（ED原畫）
- 史上最強弟子兼一（—2007年，人物設定[注 1]、作畫監督、OP作畫監督、ED作畫監督&原畫）

2007年
- 女優大試煉（人物設定[注 1]）

2008年
- 淘氣小親親（原畫）

2009年
- 魯邦三世VS名偵探柯南（作畫監督、設計工作）

2010年
- 學園默示錄 HIGHSCHOOL OF THE DEAD（作畫監督）
- 少女妖怪 石榴（作畫監督）

2011年
- 戰國少女 ～桃色異傳～（作畫監督）
- 卡片鬥爭!! 先導者（設計工作）
- 魔術快斗（原畫）

2012年
- BRAVE10（原畫）
- ZETMAN（原畫）
- 魯邦三世 -名為峰不二子的女人-（OP原畫）
- 元氣少女緣結神（人物設定、總作畫監督、作畫監督、OP&ED作畫監督）

2013年
- 卡片鬥爭!! 先導者 王牌連接篇（設計工作、ED3原畫）
- 魔鬼戀人（作畫監督、OP原畫）
- 魯邦三世 princess of the breeze ～被隱藏的空中都市～（日语：ルパン三世 princess of the breeze 〜隠された空中都市〜）（作畫監督）
- 飆速宅男（原畫）

2014年
- 獻給某飛行員的戀歌（作畫監督）
- 我們大家的河合莊（配角設定、總作畫監督、作畫監督）
- 即使如此世界依然美麗（總作畫監督、作畫監督、原畫）

2015年
- 元氣少女緣結神◎（人物設定、總作畫監督）
- 青春×機關鎗（人物設定、總作畫監督[1]）
- 其實我是…（總作畫監督、作畫監督）

2016年
- 吸血鬼僕人（人物設定、總作畫監督、OP&ED總作畫監督）
- 信長的忍者（人物設定、總作畫監督[2]）
- ReLIFE（人物設定、總作畫監督[3]）

2017年
- 信長的忍者 ～伊勢·金崎篇～（人物設定、總作畫監督）
- 美男戰國◆穿越時空但戀愛尚未開始（日语：イケメン戦国◆時をかける恋）（人物設定）

2019年
- 明治東京戀伽（人物設定、作畫監督、總作畫監督）
- 一弦定音！（人物設定、總作畫監督）
- Dr.STONE 新石紀（作畫監督、總作畫監督）

2021年
- SCARLET NEXUS（總作畫監督）
- 魯邦三世 PART6（—2022年，作畫監督[注 2]、原畫[注 3]）

2022年
- 名偵探柯南 本廳的刑警戀愛故事 ～結婚前夜～（人物設定[9]）
- Love Live！Superstar!!（作畫監督[10]）

2024年
- 搖曳露營△ SEASON3（作畫監督）

### 電影動畫
1994年
- 餓狼傳說 -THE MOTION PICTURE-（日语：餓狼伝説 -THE MOTION PICTURE-）（動畫）
- 灌籃高手：稱霸全國！櫻木花道（日语：スラムダンク 全国制覇だ! 桜木花道）（動畫）

1999年
- 名偵探柯南系列（—2023年）
  - 名偵探柯南：世紀末的魔術師（1999年，設計工作、作畫監督、原畫、動畫檢查）
  - 名偵探柯南：瞳孔中的暗殺者（2000年，設計工作、作畫監督）
  - 名偵探柯南：往天國的倒數計時（2001年，原畫）
  - 名偵探柯南：貝克街的亡靈（2002年，作畫監督）
  - 名偵探柯南：迷宮的十字路（2003年，作畫監督）
  - 名偵探柯南：銀翼的奇術師（2004年，設計工作、作畫監督）
  - 名偵探柯南：水平線上的陰謀（2005年，設計工作、作畫監督）
  - 名偵探柯南：偵探們的鎮魂歌（2006年，設計工作、作畫監督）
  - 名偵探柯南：紺碧之棺（2007年，設計工作、作畫監督）
  - 名偵探柯南：戰慄的樂譜（2008年，設計工作、作畫監督、原畫）
  - 名偵探柯南：漆黑的追跡者（2009年，設計工作、作畫監督、原畫）
  - 名偵探柯南：天空的遇難船（2010年，設計工作、作畫監督、原畫）
  - 名偵探柯南：沉默的15分鐘（2011年，原畫）
  - 名偵探柯南：第11位前鋒（2012年，原畫）
  - 名偵探柯南：絕海的偵探（2013年，原畫）
  - 名偵探柯南：異次元的狙擊手（2014年，作畫監督補佐）
  - 名偵探柯南：業火的向日葵（2015年，作畫監督補佐）
  - 名偵探柯南：純黑的惡夢（2016年，原畫）
  - 名偵探柯南：緋色的不在場證明（2021年，原畫）
  - 名偵探柯南：灰原哀物語 ～黑鐵的神祕列車～（2023年，人物設定、原畫）

2001年
- 哈姆太郎系列（—2004年，人物設定[注 1]、總作畫監督）
  - 劇場版 哈姆太郎：哈姆哈姆樂園大冒險（2001年）
  - 劇場版 哈姆太郎：哈姆哈姆哈姆迦！夢幻的公主（2002年）
  - 劇場版 哈姆太郎：哈姆哈姆大獎賽！極光谷的奇蹟（2003年）
  - 劇場版 哈姆太郎：哈姆太郎與不可思議的圖畫本高塔（2004年）

2005年
- 劇場版 甲蟲王者：邁向偉大的三冠王之路（人物設定[注 1]、作畫監督）

2008年
- 麵包超人系列（—2013年，原畫）
  - 麵包超人：妖精琳琳的秘密（2008年）
  - 麵包超人：達旦旦和雙子星（日语：それいけ!アンパンマン だだんだんとふたごの星）（2009年）
  - 麵包超人：黑鼻子與魔法之歌（日语：それいけ!アンパンマン ブラックノーズと魔法の歌）（2010年）
  - 麵包超人：可可林與奇跡之星大救援（日语：それいけ!アンパンマン すくえ! ココリンと奇跡の星）（2011年）
  - 麵包超人：復活吧香蕉島（2012年）
  - 麵包超人：跳躍吧！希望的手绢（日语：それいけ!アンパンマン とばせ! 希望のハンカチ）（2013年）

2010年
- 你看起來很好吃（作畫監督）

2013年
- 劇場版 銀魂 完結篇 永遠的萬事屋（原畫）

2018年
- 吸血鬼僕人 -Alice in the Garden-（人物設定、總作畫監督）

2023年
- 魯邦三世VS貓眼（人物設定[11]）[注 4]

### OVA
1999年
- 青山剛昌短篇集（原畫）

2001年
- 哈姆太郎的生日 ～尋找媽媽 三千走走～（人物設定[注 1]、作畫監督）

2003年
- 名偵探柯南系列（2003年—2009年，人物設定[注 1]）
  - 名偵探柯南：柯南、平次與失蹤的少年（2003年）
  - 名偵探柯南：來自阿笠的挑戰書！阿笠對決柯南和少年偵探團（2007年）
  - 名偵探柯南：女高中生偵探 鈴木園子事件簿（2008年）
  - 名偵探柯南：工藤新一 謎之牆和黑色拉布犬事件（2008年）
  - 名偵探柯南：10年後的陌生人（2009年）
  - 名偵探柯南：新一和蘭 麻將牌和七夕的回憶（2009年）

2012年
- 麻理茂的花 ～最強武鬥派小學生傳說～（日语：まりもの花 〜最強武闘派小学生伝説〜）（人物設定、作畫監督）

### 網路動畫
2017年
- 佐賀縣巡禮動畫「歡迎回來 故鄉的唐津」「我回來了 回憶裡的佐賀」（人物設定、總作畫監督）

## 腳註

## 相關項目
- 日本動畫師列表（日语：アニメ関係者一覧）